# 이기호발설
이기호발설(理氣互發說)은 이황의 학설이다. <이>와 <기>를 모두 근원적인 것으로 보고 사단을 <이>에, 7정을 <기>에 근거하여 설명하며 <이>, <기>를 다같이 근원으로 보는 2원론이다.

## 같이 보기
- 이기공발설